# Robert P. Goldberg
Robert P. Goldberg  (* 1944/1945 in Brooklyn, New York; † 25. Februar 1994 in Boston, Massachusetts) war ein amerikanischer Informatiker, der für seine Forschungsarbeiten in den Bereichen Betriebssysteme und Virtualisierung bekannt ist.

## Leben
Robert P. Goldberg schloss 1965 sein Studium am Massachusetts Institute of Technology (MIT) mit dem Bachelor of Science in Mathematik und 1969 mit dem Master of Arts in angewandter Mathematik an der Harvard University ab. Anschließend absolvierte er ein Promotionsstudium im Fach angewandte Mathematik an der Harvard University, welches er 1973 mit dem akademischen Titel Ph.D. abschloss. Von 1966 bis 1972 war er für das Lincoln Laboratory und das Project MAC tätig. Von 1972 bis 1972 war Goldberg als Berater für den Entwicklungschef von Honeywells Bostoner Computerabteilung tätig.
Seine Lehrerfahrungen umfassten Vorlesungen an der Brandeis University und der Northeastern University. Goldberg war außerdem Mitglied des ACM und organisierte die Virtual Machine Sessions im Rahmen der National Computer Conference von 1973. Er fungierte auch als Chairman und Proceedings Editor für den ACM SIGARCH-SIGOPS Workshop für virtuelle Computersysteme von 1973, hielt zahlreiche Vorlesungen und veröffentlichte etliche Aufsätze zu verschiedenen Aspekten von virtuellen Systemen. Goldberg arbeitet außerdem für das Honeywell Information Systems Technical Office in Waltham, MA und hielt Vorlesungen an der Harvard-Universität im Bereich Informatik. Seine Forschungsschwerpunkte waren damals Rechnerarchitekturen, Betriebssystemdesign und Data Management Systeme.
1978 reichte Goldberg im Namen von Honeywell ein Patent unter der Bezeichnung „Hardware virtualizer for supporting recursive virtual computer systems on a host computer system“ (Patent Nr. 4253145) beim U.S. Patentamt ein. Das Patent wurde 1981 akzeptiert und liegt bei Honeywell Information Systems Inc.
Goldberg gründete 1975 zusammen mit Jeffrey Buzen und Harold Schwenk (deren Nachnamen sich auch in den Initialen des Unternehmens wiederfinden) im Keller von Jeffrey Buzens Haus ein Unternehmen unter dem Namen „BGS Systems, Inc.“. Im Lauf der nächsten 15 Jahre zog das Unternehmen insgesamt fünfmal um, jeweils innerhalb Walthams.
Das Unternehmen entwickelte Produkte zum Kapazitätsmanagement und der Kapazitätsplanung für alle wichtigen Rechnerplattformen der damaligen Zeit. Außerdem bot BGS Produkte zur Verwaltung von Betriebssystemen, wie UNIX, MVS, VM, OpenVMS, AS/400, OS/2 und Windows NT. Bis Anfang der 1980er Jahre konnten weltweit über 30.000 Kundeninstallationen der BEST/1-Software verzeichnet werden. Das Produkte BEST/1, das auf der Warteschlangentheorie beruhte und von den drei Gründern selbst entwickelt wurde, wurde von BGS als der De-facto-Standard für Kapazitätsmanagement und -planung in heterogenen, verteilten Umgebungen beworben. (1998 wurde BGS durch BMC Software, Inc. übernommen. Der Gesamtwert der Transaktion wurde auf ca. 285 Mio. Dollar geschätzt.)
Goldberg verstarb am 25. Februar 1994.

## Leistungen
Gemeinsam mit Gerald J. Popek schlug Goldberg die Virtualisierungsforderungen von Popek und Goldberg vor, die eine Menge von Bedingungen an eine Prozessorarchitektur formulieren, deren Erfüllung die effiziente Virtualisierung basierend auf dieser Architektur ermöglicht. Im Rahmen seiner Doktorarbeit „Architectural Principles for Virtual Computer Systems“ entwickelte er eine Klassifizierung für Hypervisoren, die im Bereich der Virtualisierung von Computersystemen zum Quasi-Standard wurde.

## Veröffentlichungen
- Robert P. Goldberg: Architectural Principles for Virtual Computer Systems. Ph.D. thesis, Harvard University, Cambridge, MA, 1972.
- Robert P. Goldberg: Survey of Virtual Machine Research. Honeywell Information Systems and Harvard University, 1974.